# 音楽わいど ラジオ・ビュー
『音楽わいど ラジオ・ビュー』（おんがくわいど ラジオ・ビュー）は、KBS京都ラジオで2009年3月30日から放送が開始された日本のラジオ番組である。放送時間は金曜日を除く平日の14:00〜17:00（JST）。

## 概要
KBS京都は経営合理化のため、KBS京都ラジオ滋賀放送局（KBS滋賀）が長年にわたり独自に放送していたラジオ番組『さんさんわいど滋賀Wish』を2009年3月で終了し、滋賀局独自の編成から撤退することを決めた。しかし、「滋賀発の情報番組を残してほしい」との地元リスナーからの意見が相次ぎ、2009年春の番組改編で、京都本社と滋賀放送局の共同制作によって新番組を新たに始めた。それが「音楽わいど ラジオ・ビュー」である。月・水曜日は彦根市のKBS滋賀スタジオから、火・木曜日は京都本社スタジオからの生放送で旬の音楽やニュース、京都・滋賀の話題などを送る。

## パーソナリティと曜日別のコーナー
- すべてKBS京都アナウンサーが担当。
  - すべての曜日に交通情報（京都・滋賀・奈良）と翌日の交通取り締まり情報（京都）が放送される。
  - 曜日別に京都と滋賀の情報コーナーが設定されている。
  - 快適生活ラジオショッピング（提供 ライフサポート）

### 月曜日「ぼちぼちやります月曜日」（滋賀）
- 澤武博之（放送開始 - 2012年9月24日）
  - 彦根てくてくウォーク（彦根市内の商店街や商店から生放送）
  - 官公庁便り（提供 長浜市）

### 火曜日「イケメン?凸凹・チューズデイ」（京都）
- 木村寿伸（ -2011年9月27日）
- 竹内弘一（2010年4月6日 - 2012年9月25日）
  - 聖母チャンネル（提供 聖母女学院）
  - 木村龍馬がゆく（2009年10月 - 2010年9月、木村龍馬のちっくと歩くゼヨ!!→木村龍馬の京をゆくZEYO）木村アナが坂本龍馬のコスプレで京都にあるゆかりの地からレポート。「今週のおりょうを探せ!」。

2010年3月30日までのタイトル「ポップなデコボコ・チューズデイ」
- 木村寿伸（放送開始 - ）
- 遠藤奈美（放送開始 - 2010年3月30日）
  - 教えて奈美先生（英語の歌詞の訳）奈美先生が木村君に英語を教える
  - 音楽鉄道333（1990年代の歌謡曲を1曲、当時の世相と共に）
  - えんきむらんど　ゲスト：おさだ塾 碧川萌子（みどりかわあきこ）、JEUGIA 山本クラシック担当ほか

### 水曜日「ふんわり癒しの水曜日」（滋賀）
- 塩見祐子（放送開始 - 2012年9月19日）最終回の2012年9月26日は塩見の休暇のため澤武博之が担当。最終回を休むのは不自然に見えるが、これには、番組終了が決まったのが3週間位前で、それ以前に休暇の申請をしていたという事情がある。
  - 「やさしい法律Cafa」（このコーナーのみ村上祐子アナ担当で事前収録・提供 みお総合法律事務所）
  - もっちゃんの聞いて得旅情報（提供 読売旅行彦根営業所）
  - キャッチアップながはま（提供 長浜市）
  - 近江美味しもの（滋賀の食事文化研究会）

### 木曜日「木曜には情熱を」（京都）
- 梶原誠（2010年4月8日 - 2012年3月29日）木曜日は2012年3月29日終了
  - 名曲七変化（カバー曲）
  - ニュースビュー（ニュース解説）
  - アカデミックカフェ（提供京都産業大学）
  - 名曲捜査線B面デカ（B面の名曲）
  - 激レアレコード調査隊（隠れた名曲）
  - 交通安全マナーアップ大作戦（提供 滋賀県、第2.4木曜日をのぞく）

2010年3月25日?までは「木曜日はお茶目なトーク・マエストロ」
- 竹内弘一（放送開始 - 2010年4月1日） - 2010年4月より火曜日に移動。
  - ビューリサーチ（リスナーの質問への回答と解説）
  - 恋愛相談

### スペシャル
- 愛されて50年～KBS滋賀開局記念 ～滋賀スペシャル～（2010年5月24日 - 5月26日）滋賀スタジオから
  - 中村鋭一（スペシャルゲスト）、蜂谷清香（歌のゲスト）、小川順子（ラジオカー）、澤武博之
  - 笑福亭伯枝（スペシャルゲスト）、木村寿伸の「ちっくと歩くぜよ」～彦根から、小川順子（ラジオカー）、竹内弘一
  - 滝トール（スペシャルゲスト）、小川順子（ラジオカー）、塩見祐子
- 『サテスタリバイバルウィーク2011』音楽わいどラジオ・ビュー（2011年11月15日 - 11月17日）京都高島屋サテライトスタジオからの公開生放送
  - 笑福亭晃瓶と中村薫、竹内弘一
  - 「ヨーロッパ企画」永野宗典と本多力、塩見祐子
  - 今いくよ・くるよ、澤武博之と平野智美（梶原誠が担当予定だったが扁桃腺を腫らしたため2人が代行）